# Вадзюк Степан Несторович
Степан Несторович Вадзюк (нар. 27 березня 1956, с. Ладичин Теребовлянського району Тернопільської області, Україна) — український вчений у галузі медицини, доктор медичних наук, професор (1996). Член Української екологічної академії наук (2000). Заслужений діяч науки і техніки України (1998).

## Життєпис
Закінчив Тернопільський медичний інститут у 1979 році.
Від 1980 працює у Тернопільському медичному університеті: старший лаборант кафедри патологічної фізіології (1980—1981), асистент цієї ж кафедри (1981—1991).
З 1991 року працює завідувачем кафедри нормальної фізіології ТНМУ.
Вивчає проблеми експериментальної ендокринології, психофізіологічних змін організму залежно від метеоситуації у віковому аспекті.
Голова Тернопільського обласного осередку Всеукраїнської екологічної ліги.
У 1983 році захистив кандидатську дисертацію, у 1992 — присвоєно звання  доцента, з 1996 — доктор медичних наук (тема дисертації: «Перекисне окислення ліпідів у патогенезі тиреотоксичного пошкодження серця», науковий консультант професор В. Шевчук).
Підготував 2 докторів та 24 кандидатів наук.
У 2012 році балотувався в депутати в одномандатному виборчому окрузі № 163 від партії «Політичне об'єднання „Рідна Вітчизна”».
Член громадської ради при Управлінні екології та природних ресурсів Тернопільської обласної державної адміністрації.

## Доробок
Автор і співавтор 350 наукових і навчально-методичних праць, серед яких 6 монографій, 1 посібник, 3 довідники. Має 5 винаходів.
Праці:
- До патогенезу тиреотоксичного ураження серця. — Т., 1995;
- Основи функціональної діагностики. — Т., 1997 (співавт.);
- Посібник з медичної фізіології. — Т., 1997 (співавт.);
- Вплив погоди на психофізіологічний стан здорової людини. — К., 1998 (співавт.);
- Розумова працездатність: Методики дослідження, зміни та корекція. — Т., 2000 (співавт.);
- Фізіологія зовнішнього дихання: Методики обстеження, вікові особливості. — Т., 2001 (співавт.).